# 1984年长野地震

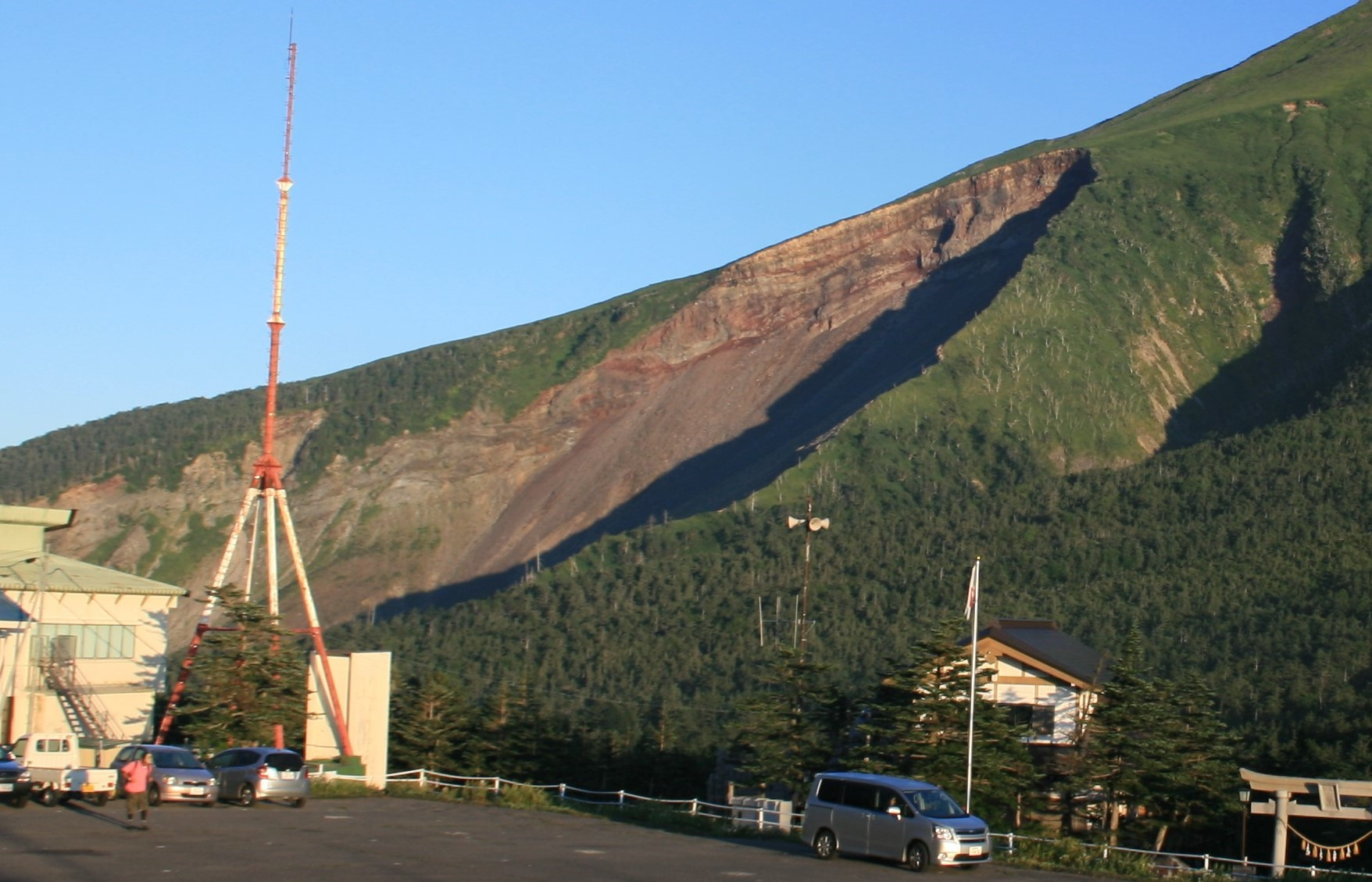
長野縣西部地震造成御嶽山南面大規模崩塌

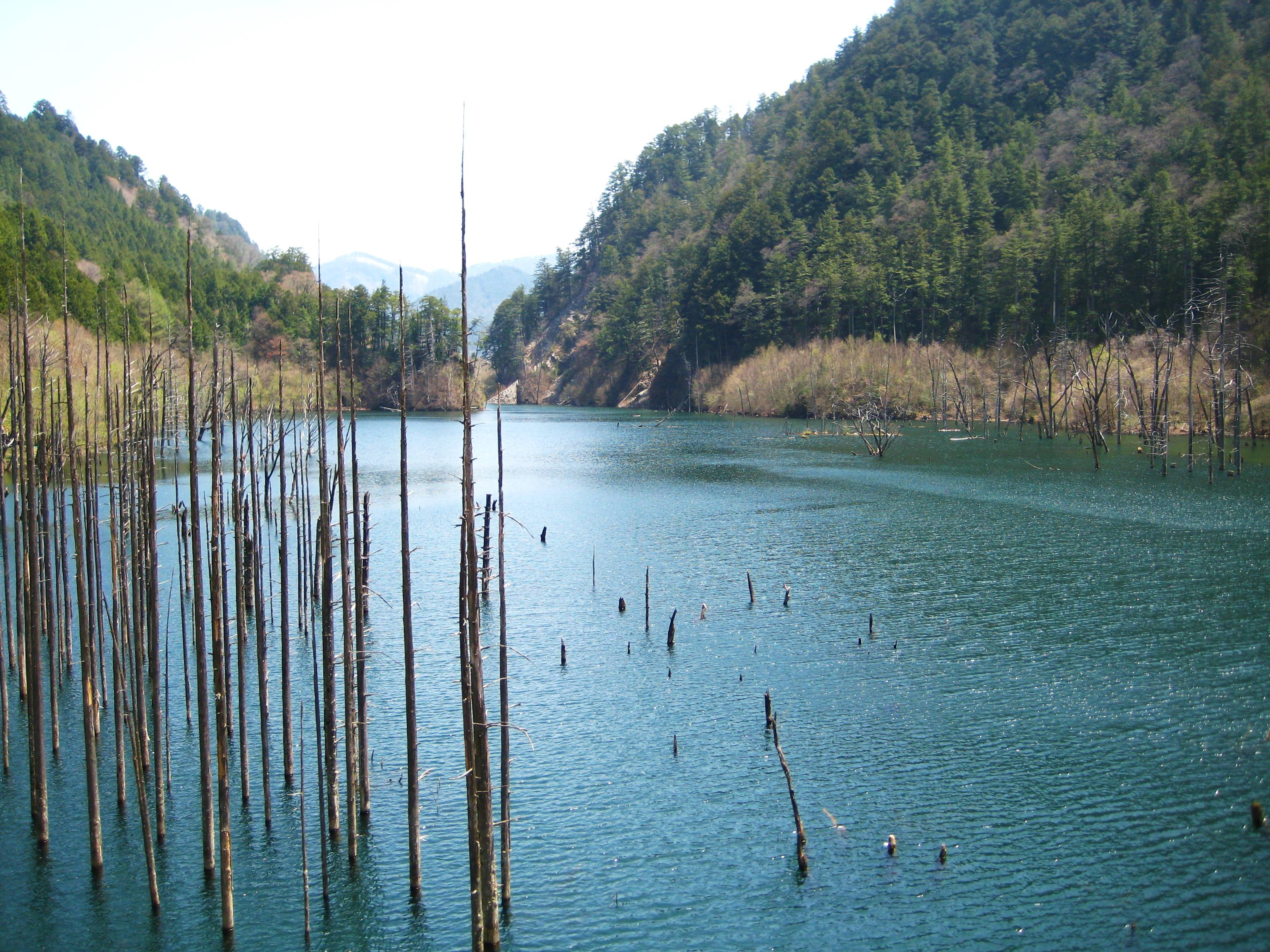
王滝川被截断而形成的自然湖

1984年長野縣西部地震（日語：長野県西部地震）是指1984年9月14日发生于日本的一场地震。该次地震震中位于长野县王瀧村，震级为Mj 6.8级（気象庁），Mw 6.2级（USGS），震源深度约2千米。出現了泥石流等。29人死亡。

## 概述
1984年（昭和59年）9月14日8時48分49秒，御嶽山的南山麓發生長野縣西部地震（規模6.8），造成御嶽山南斜面大規模崩塌。因地震崩塌的大量土石沿著木曾川水系濁川上游支流傳上川往下滑動至王瀧川。時間長達八分鐘，平均時速達80-100公里，移動距離約3公里，稱作「御岳崩塌」。此次崩塌造成濁川溫泉、住宅、營林署建物毀損，15人喪生。

## 引用
1. ↑   (PDF). 国土交通省中部地方整備局多治見砂防国道事務所. 2011-10  [2013-02-15]. （原始内容存档 (PDF)于2013-01-23）.